# Burn (EP Fear Factory)
Burn – EP amerykańskiego industrial metalowego zespołu - Fear Factory. Wydany 1997 przez Roadrunner Records. Utwór tytułowy, "Burn" jest remixem utworu "Flashpoint" (z albumu Demanufacture), który pojawia się na płycie Remanufacture. Burn został wyprzedany w liczbie ponad 5,000 kopii.

## Lista utworów
1. "Burn" – 5:06
2. "Cyberdyne" – 4:30
3. "Transgenic" – 5:45
4. "Refueled" – 4:38